# لنا فیلیپسون
لنا فیلیپسون (به انگلیسی: Lena Philipsson) (زاده ۱۹ ژانویه ۱۹۶۶) خواننده سوئدی است.
او در مسابقه آواز یوروویژن ۲۰۰۴ نماینده سوئد بود.